# Estação Liège
Liège é uma estação da linha 13 do Metrô de Paris, localizada no limite do 8.º e do 9.º arrondissements de Paris. Ela foi aberta em 26 de fevereiro de 1911 pela Companhia do Nord-Sud, em sua linha B, atual trecho da linha 13. 
A estação é original em mais de um título: ela é uma das únicas duas estações parisienses construídas em plataformas totalmente escalonadas por causa da estreiteza da rua; mudou de nome; ficou fechada por quase trinta anos por causa da eclosão da Segunda Guerra Mundial; possui uma decoração de afrescos em cerâmica únicos ao ar livre na rede; enfim, foi a última estação a ter horário limitado até 2006. 

## Localização

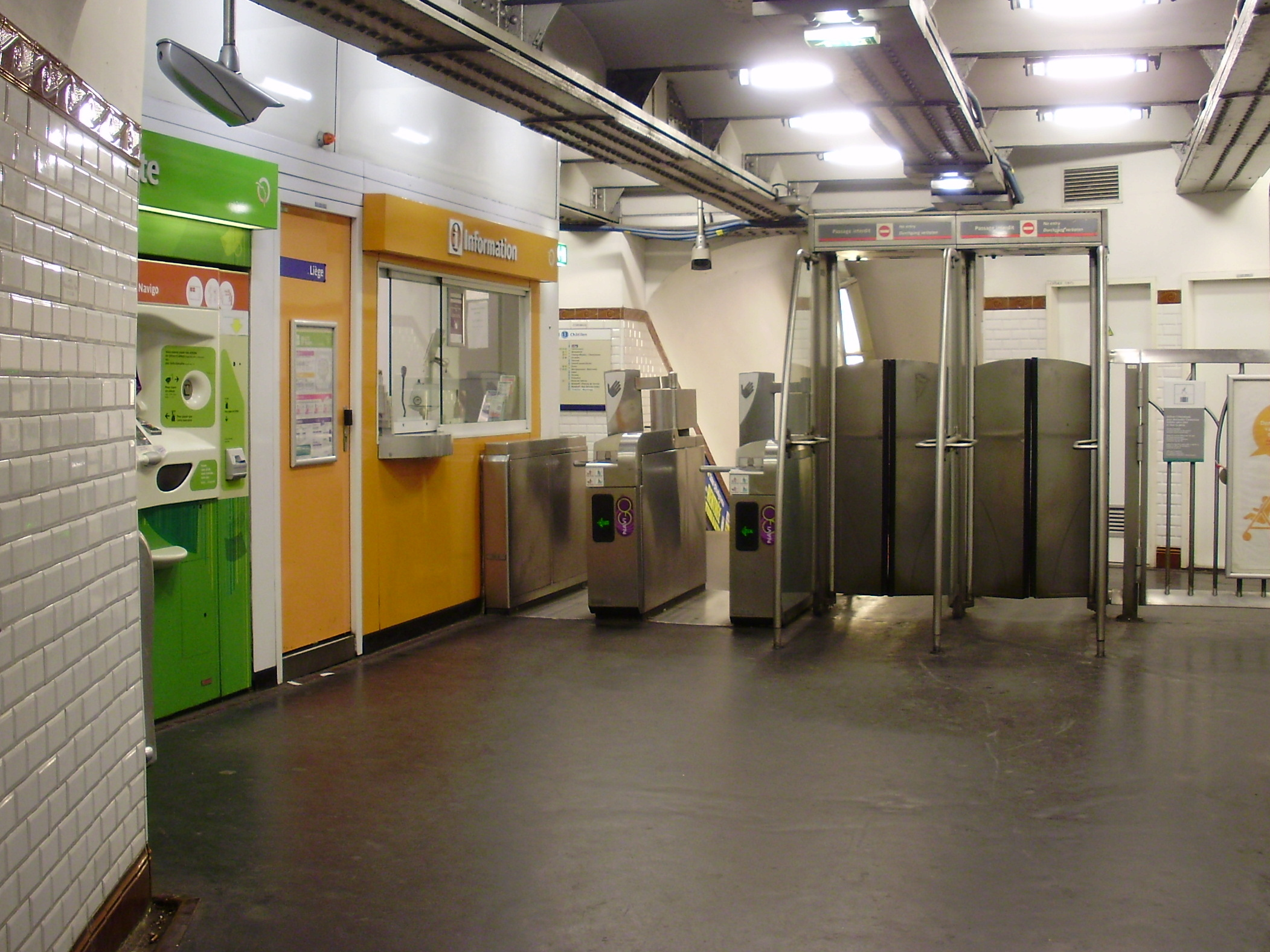
A sala de distribuição, incluindo a área de vendas de bilhetes.

Estabelecida em trincheira coberta, Liège é uma estação da linha 13 do Metrô de Paris situada entre Saint-Lazare e Place de Clichy.
 

Ele se situa sob a rue d'Amsterdam, em ambos os lados das ruas de Liège, no limite do 8.º e do 9.º arrondissements de Paris, a trezentos metros ao norte da Gare Saint-Lazare. A plataforma em direção ao sul (para Châtillon - Montrouge) se situa ao norte do cruzamento enquanto que a plataforma em direção ao norte (para Asnières e Saint-Denis) se situa ao sul. Em cada sentido de circulação, os trens param na primeira semi-estação encontrada.

## História
A estação foi construída pela Société du électrique Nord-Sud, companhia concorrente da Compagnie du chemin de fer métropolitain de Paris (CMP) que operava a maior parte da rede de Paris. Ela foi aberta em 26 de fevereiro de 1911 com o primeiro ramal da linha B, entre Saint-Lazare e Porte de Saint-Ouen.

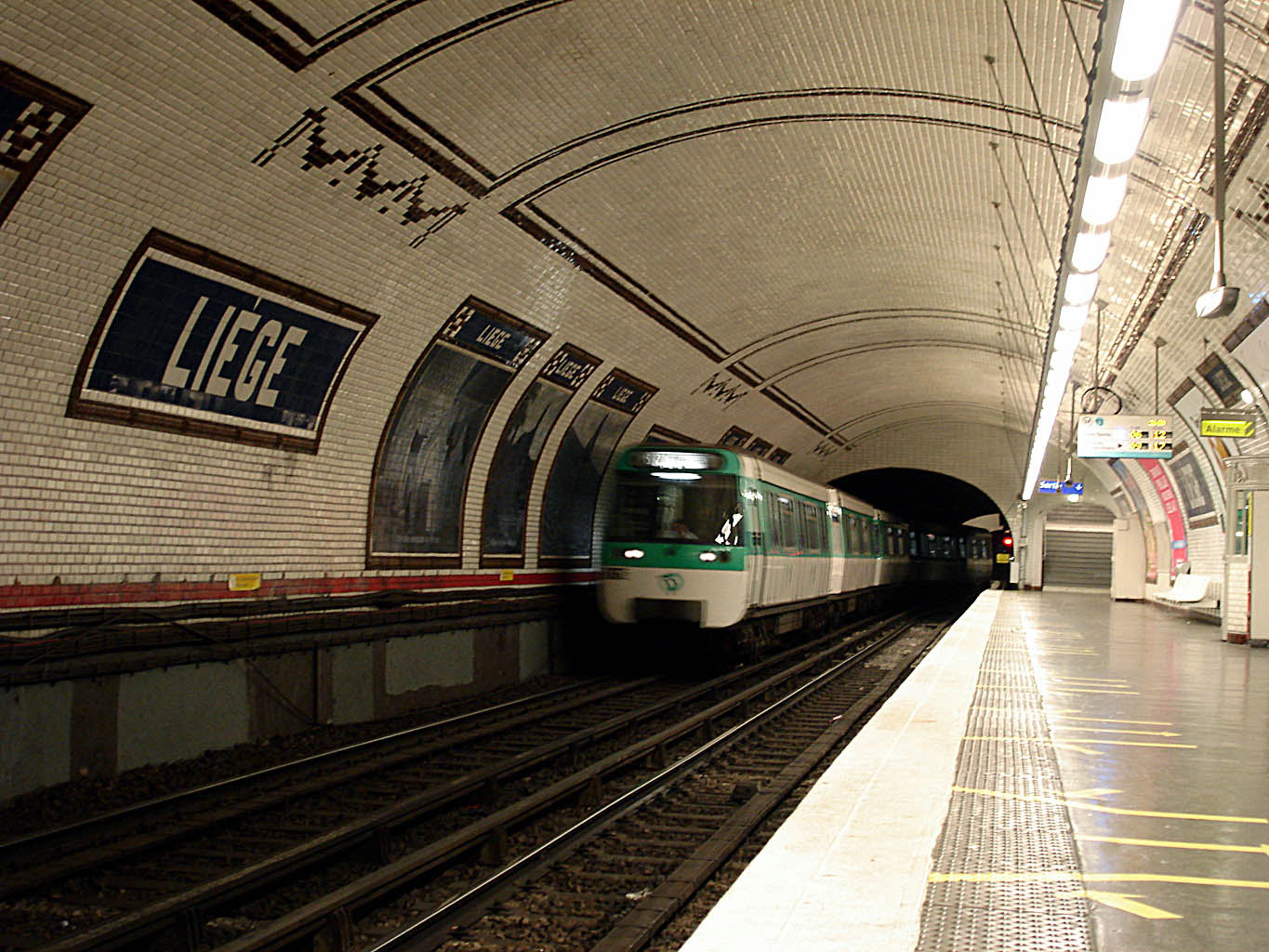
A estação Liège possui representações de vários locais da província de Liège, na Bélgica. A estação também foi construída com plataformas escalonadas, aqui em julho de 2008.

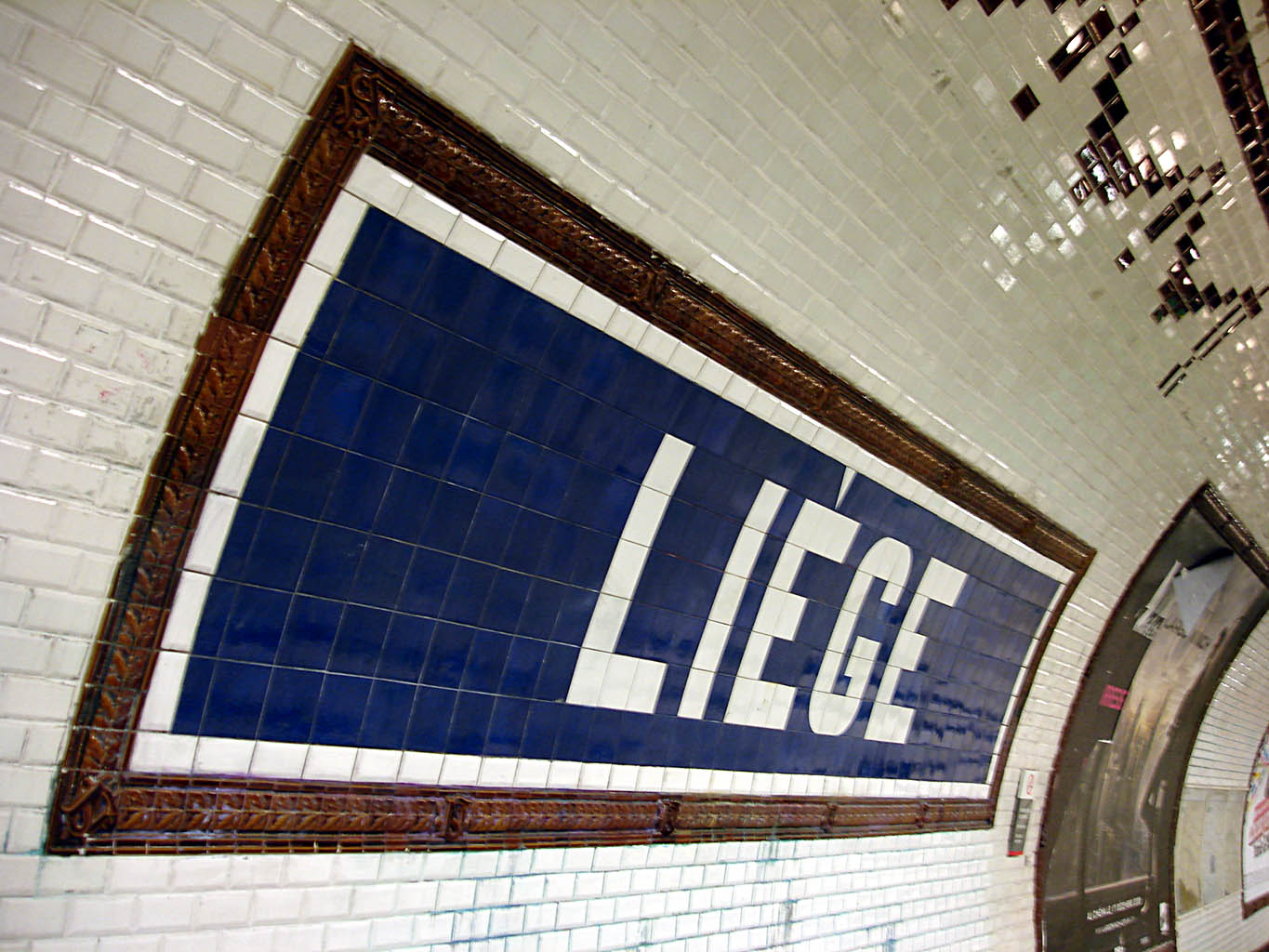
Tipografia de tipo "Nord-Sud".

A estação se chamava então Berlin. No início da Primeira Guerra Mundial, em 2 de agosto de 1914, ela foi fechada; em sua reabertura em 1 de dezembro do mesmo ano, ela foi, assim como a rua epônima, rebatizada para levar o nome da cidade belga, o nome dado para celebrar a resistência heroica da cidade durante o ataque alemão.  A denominação culinária "café liégeois" no lugar de "café viennois" tem a mesma origem.
Em 27 de março de 1931, depois da absorção da Sociedade Nord-Sud foi absorvida pela CMP, a linha B do Nord-Sud se tornou a linha 13.
A estação Liège foi fechada no início de agosto de 1939 como parte do plano do governo que previu um serviço reduzido na rede do metrô, o que deixou, como uma medida de economia, apenas 85 estações abertas.  A maioria das estações reabriu após o conflito, mas oito delas permaneceram fechadas como pouco rentáveis e se tornaram "estações fantasmas". A estação Liège foi finalmente reaberta em 16 de setembro de 1968 após vinte e nove anos de encerramento, mas à custa dos horários de funcionamento ajustados pela economia, dado o baixo nível de tráfego previsto. Em 1982, uma nova decoração é adicionada: é feito de cerâmica de Welkenraedt (localidade da província de Liège) e evoca paisagens e monumentos da referida província.
Enquanto que a estação Rennes da linha 12, também em horário reduzido desde a sua reabertura em 1968, reencontrou os horários habituais do metrô em 6 de setembro de 2004 como resultado da ação de moradores e autoridades locais, a estação Liège permaneceu como a última estação de metrô em Paris a ser fechada após as 20 h na semana (os últimos trens paravam por volta de 19 h 50), e todo o dia aos domingos e feriados.

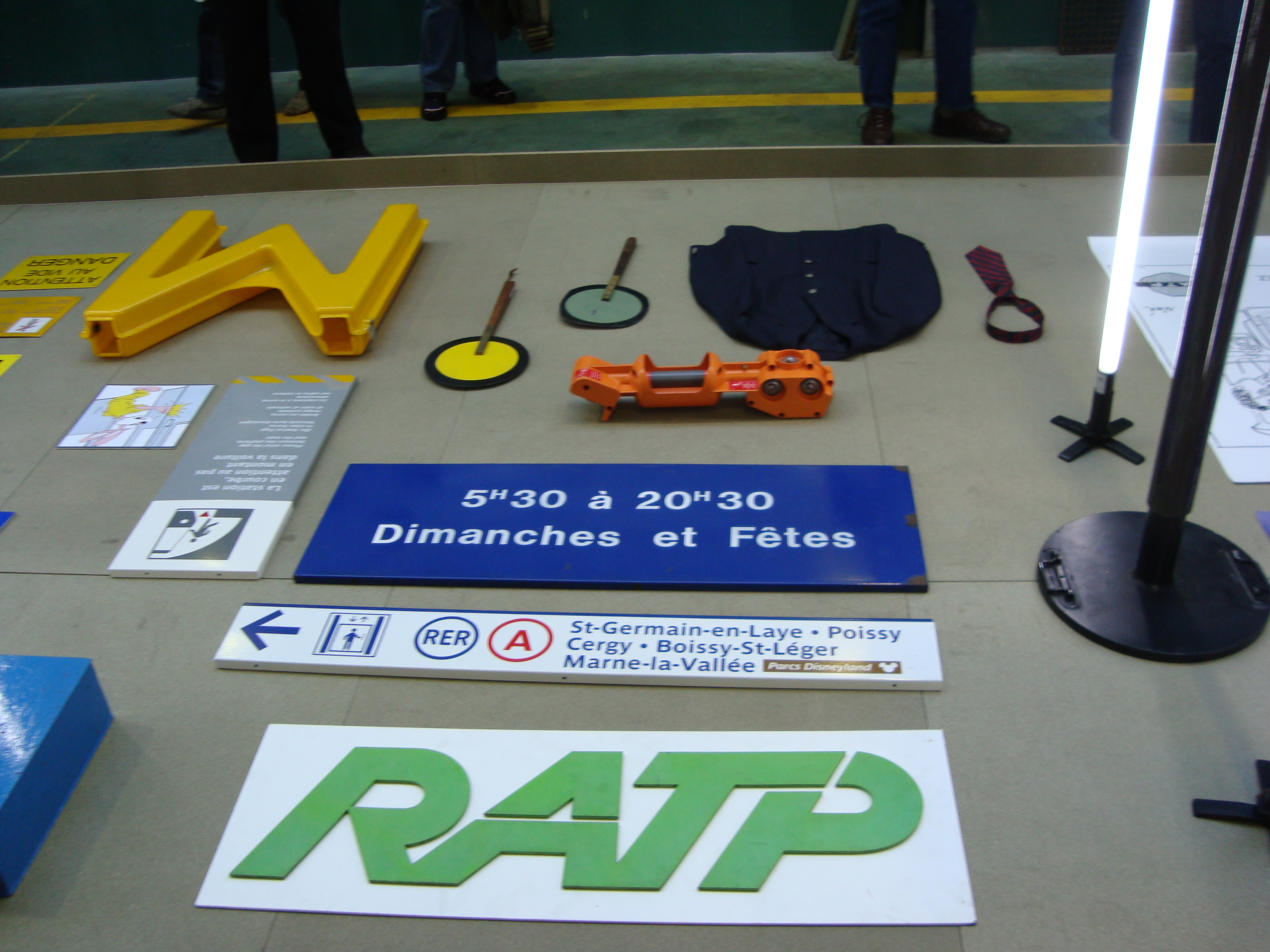
O antigo painel indicando a restrição de horário.

No entanto, a evolução sociológica do bairro serviu, onde as famílias estão gradualmente se mudando para o local do escritório, e a incongruência da situação provocou em descontentamento crescente por parte dos moradores. A evolução dos estilos de vida e dos horários, com uma menor concentração nos horários de pico, tornaram os horários reduzidos da estação cada vez mais inaceitáveis para os moradores locais. Estes requereram uma abertura da estação nos horários normais de rede, evitando-lhes um deslocamento pouco prático nas estações Saint-Lazare ou Place de Clichy.
Após petições, as reivindicações foram apoiadas pelos prefeitos do 8.º e do 9.º arrondissements de Paris. Mas, considerando a falta de resultados dos vários pedidos, os moradores organizam uma manifestação na estação em 9 de março de 2006 na presença dos prefeitos dos dois arrondissements envolvidos. Em consequência, conforme a uma decisão do Conselho de Administração do Sindicato de Transportes da Île-de-France (STIF) na data de 5 de abril de 2006, Liège reencontrou os mesmos horários que todas as outras estações da rede em 4 de dezembro de 2006, terminando a prática de horas reduzidas para uma estação de metrô em Paris.
No final de 2011, a estação foi dotada de fachadas de plataformas no âmbito do plano de ações definido em 2010 visando melhorar a regularidade da linha 13. Os afrescos murais foram depois o objeto de iluminação para baixo usando barras de diodo.

### Tráfego anual
| Ano                           | 2011      | 2012      | 2013      | 2014      |
| ----------------------------- | --------- | --------- | --------- | --------- |
| Número de passageiros por ano | 1 731 063 | 1 732 029 | 1 712 165 | 1 659 751 |
| Posição                       | 260ª      | 263ª      | 266ª      | 274ª      |
| Número de estações            | 300       | 301       | 302       | 302       |

Metrosim, um simulador de relevância das estações de metrô baseado em um modelo matemático que leva em conta o tempo de parada experimentado pelos usuários que atravessam a estação sem parar nela, a proximidade de outras estações e o número de passageiros entrando, calculou que Liège ocupa a primeira etapa das estações pouco relevantes do metrô parisiense. De acordo com este modelo, é de fato a estação menos utilizada da rede por causa dos passageiros muito numerosos que passam o tempo de parada nesta estação e a distância curta para as estações Place de Clichy e Saint-Lazare, que são dois nós de correspondência, logo muito mais atraentes. Somando-se o tempo de transporte experimentado por todos os usuários, Metrosim estimou que esta estação possui um saldo de tempo de transporte negativo de 171 anos por ano. Isto significa que o fechamento desta estação faria economizar 171 anos de transporte por ano para todos os usuários da linha, e isso apesar do tempo de transferência para as estações vizinhas pelos passageiros que utilizam esta estação. 

## Serviços aos passageiros

### Acesso
A estação tem apenas um acesso: uma escada no terrapleno face ao 21, rue de Liège. 

### Plataformas

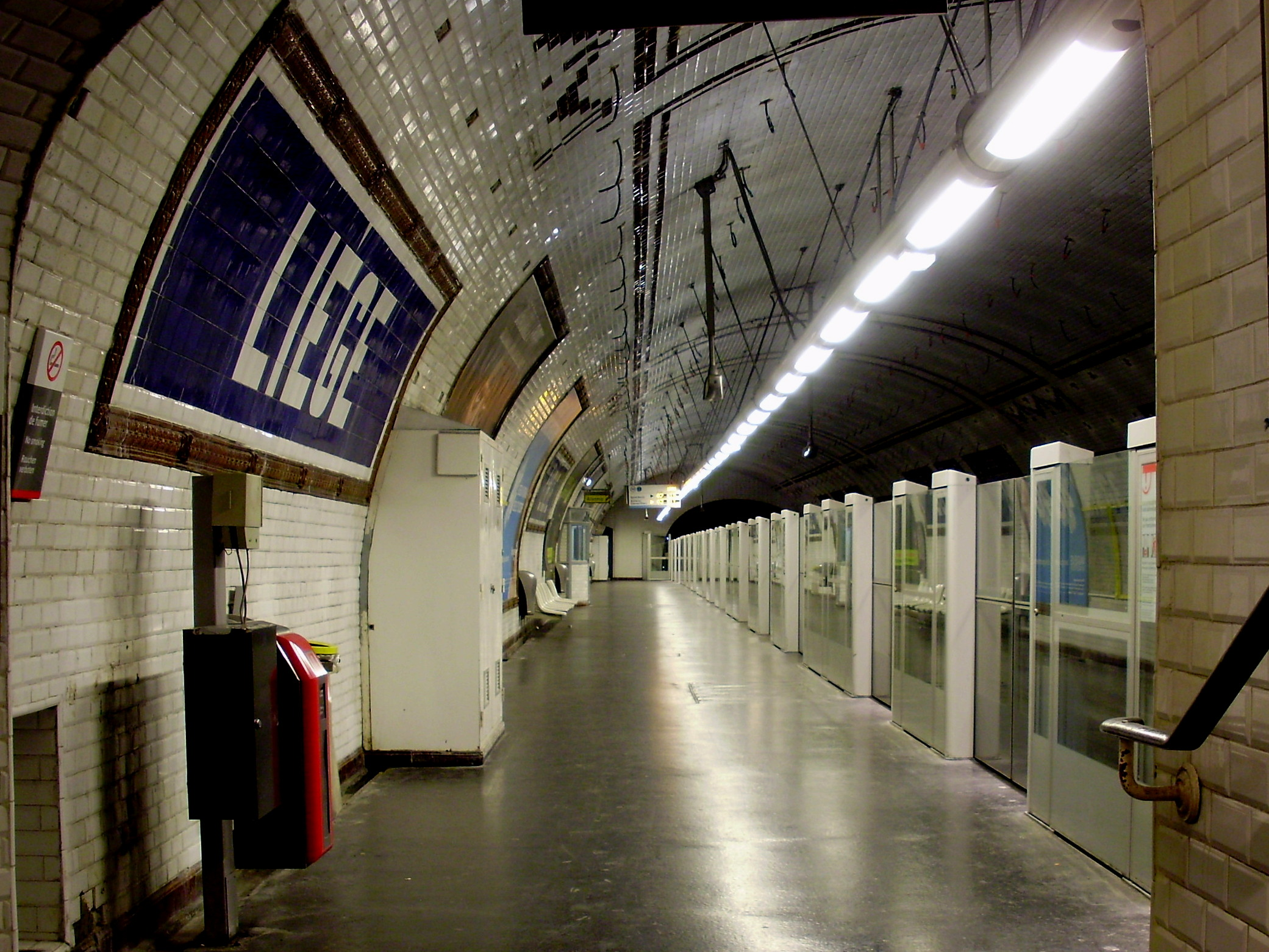
Plataforma dotada de portas de plataforma, em direção ao norte da linha 13 (para Asnières e Saint-Denis), em setembro de 2013.

Sua localização geográfica explica uma de suas particularidades: ela comporta duas plataformas que não fazem face; a rue d'Amsterdam sendo muito estreita para acolher o dispositivo clássico sobre a rede. A estação Commerce, na linha 8, é a única outra na capital construída sobre este modelo pelas mesmas razões, os trens parando na segunda semi-estação reencontrada.
A estação foi decorada originalmente como todas as estações sem correspondência da Société du chemin de fer électrique souterrain Nord-Sud de Paris, mais simplesmente chamada de "Nord-Sud", com seu nome anunciado em vastos mosaicos e frisos de cerâmica marrom portando a sigla "NS". Esta decoração é completada por uma nova no âmbito dos intercâmbios culturais entre a França e a Bélgica em 1982. Essa está na base das cerâmicas de Welkenraedt feita a partir de fotos e instalada em quadros publicitários do pé-direito de frente à plataforma única de cada semi-estação. Evoca paisagens e monumentos da província de Liège. Esta modificação também previu a colocação de novas telhas nos tímpanos de entrada de cada plataforma, com o brasão da cidade de Liège em um dos dois tímpanos. As cerâmicas das duas plataformas são a obra de dois cenógrafos de Liège, Marie-Claire Van Vuchelen para a direção sul e Daniel Hicter, para a direção norte. Os dezoito afrescos, nove em cada direção, são realizados em cores ao norte e em bicromia azul ao sul.
Os nove afrescos da semi-estação norte, em direção a Châtillon - Montrouge, representam (da esquerda para a direita): Huy: a ponte, a igreja colegiada, a cidadela; Nessonvaux: o vale do Vesdre; Liège: a Maison Curtius; Verviers: o Hôtel de Ville; Visé: o Hôtel de Ville; Liège: Le Perron; Soumagne: o Castelo de Wégimont; o vale do Hoyoux: Modave; Colonster: o vale do Ourthe.

Semi-estação norte, antes da instalação das portas de plataforma
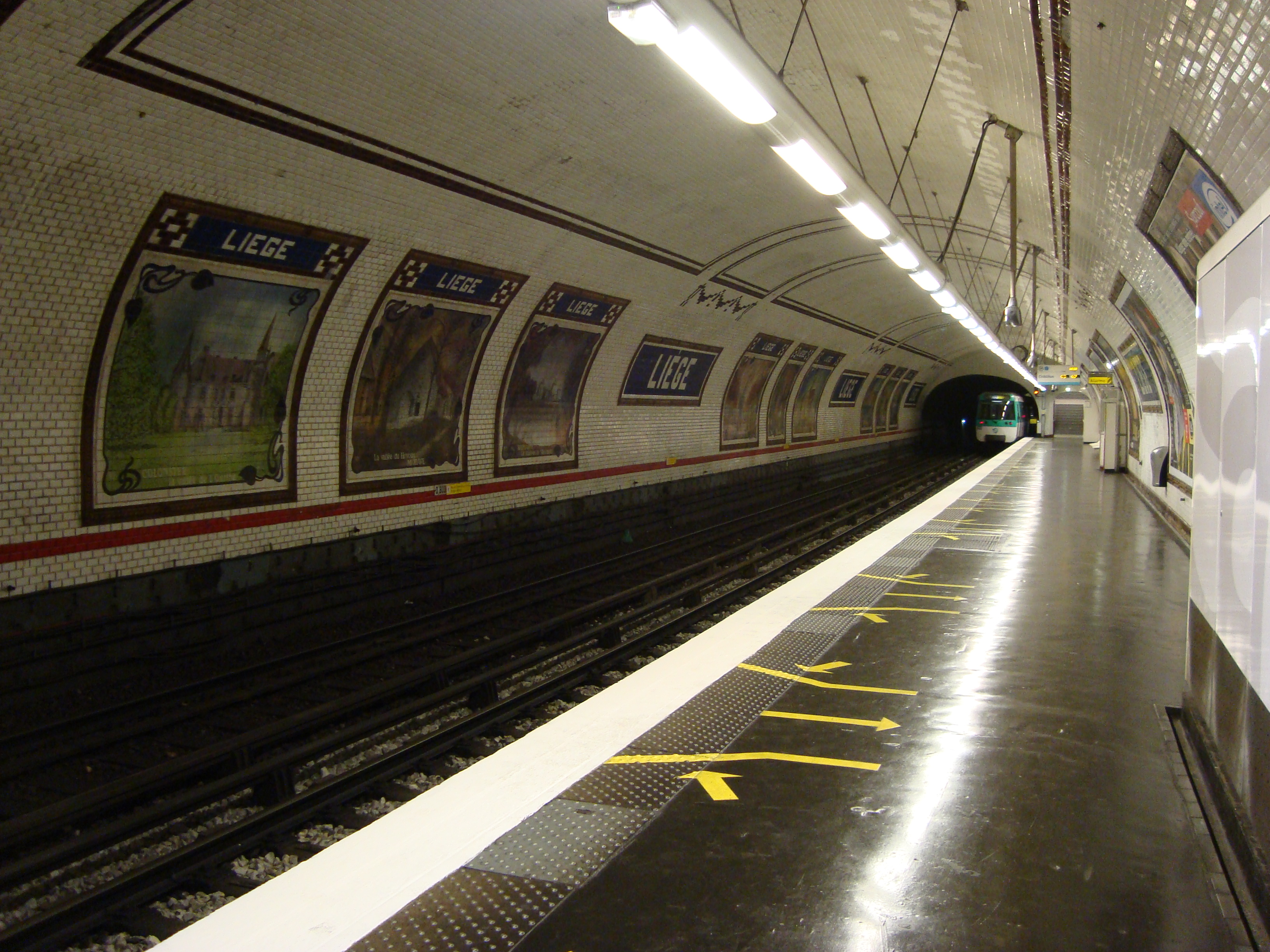
Um trem MF 77 deixa a semi-estação norte.
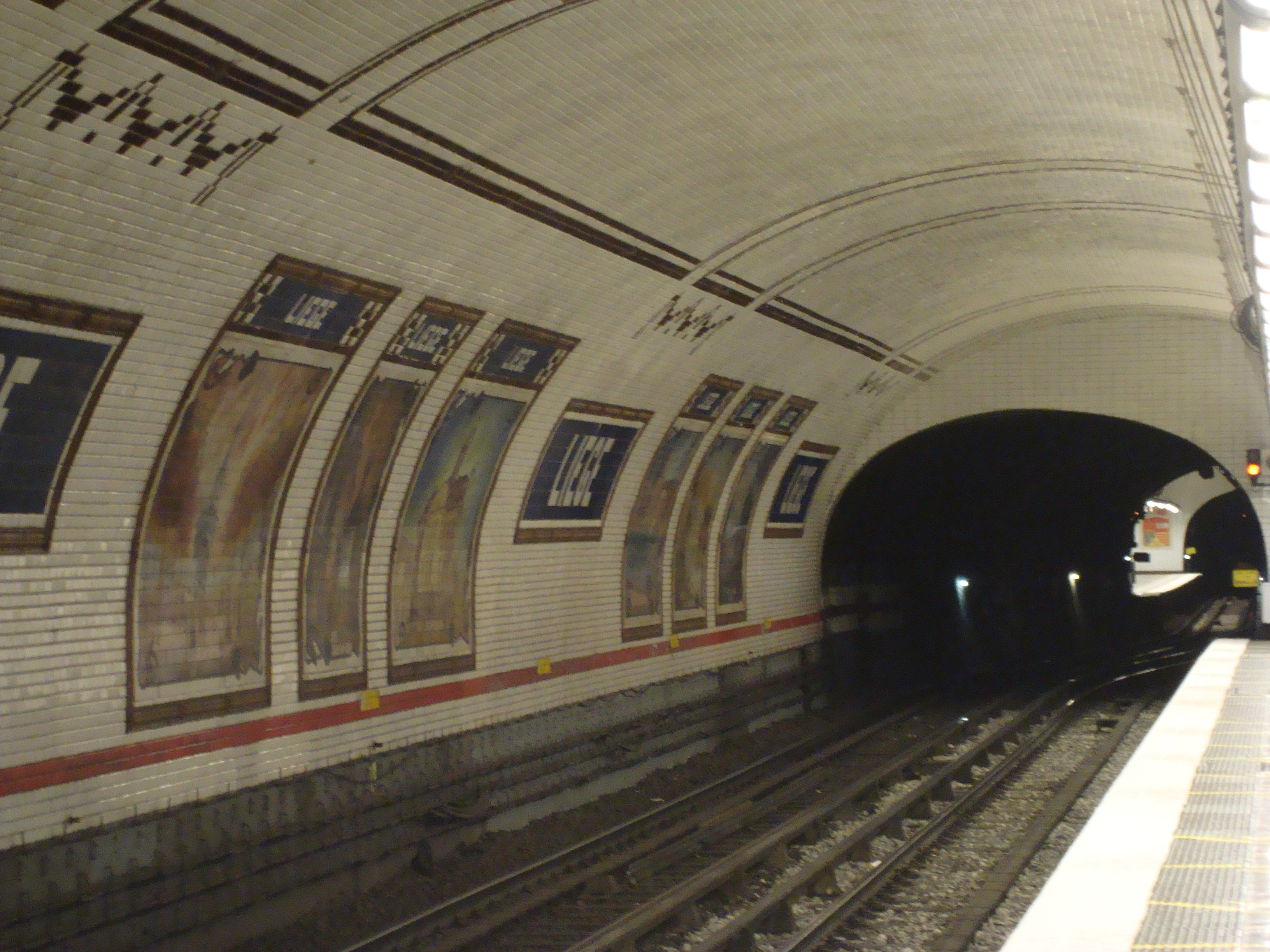
Vista (ao fundo) da plataforma direção Sul→Norte depois da plataforma Norte→Sul.
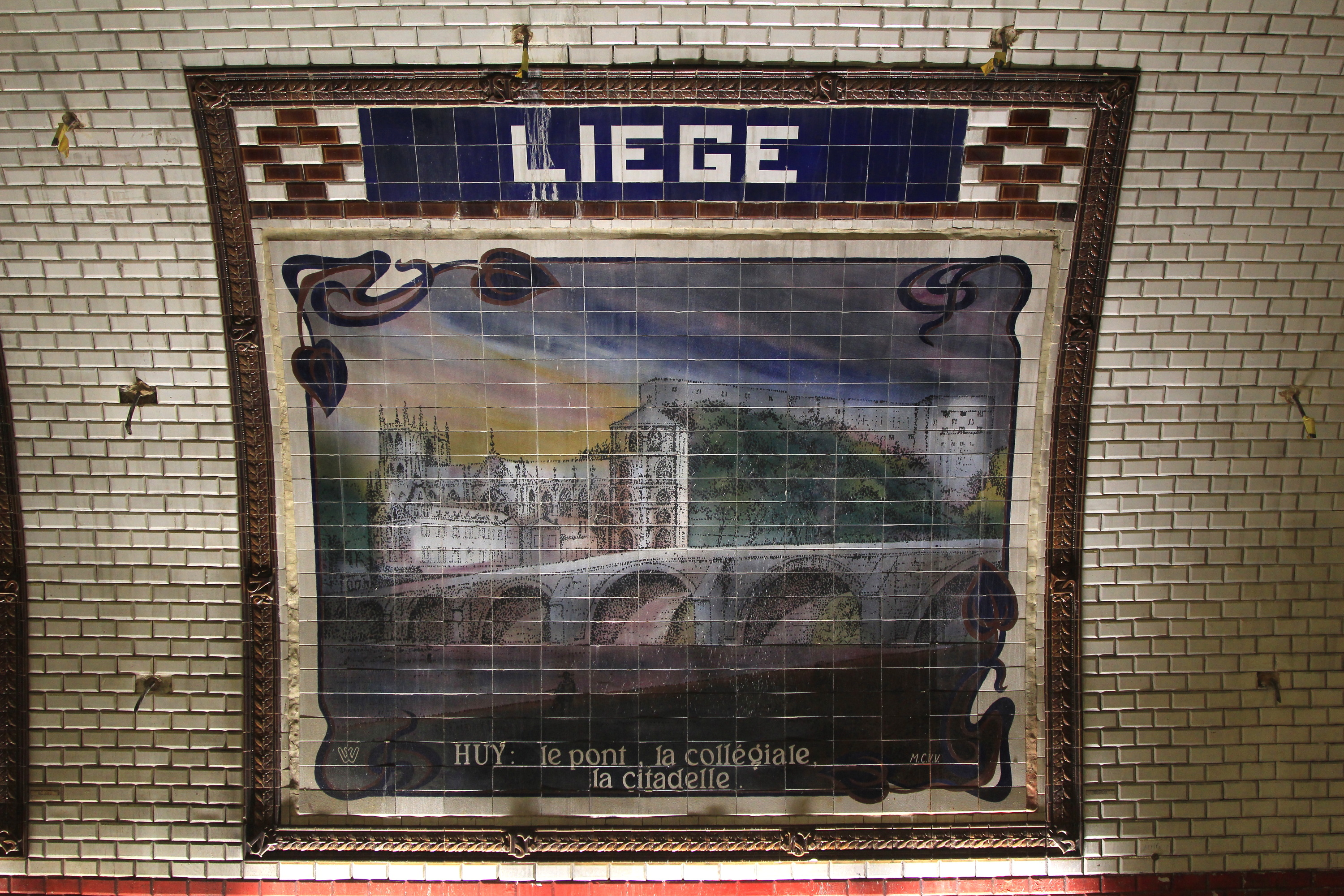
Huy: a ponte, a igreja colegiada, a cidadela.
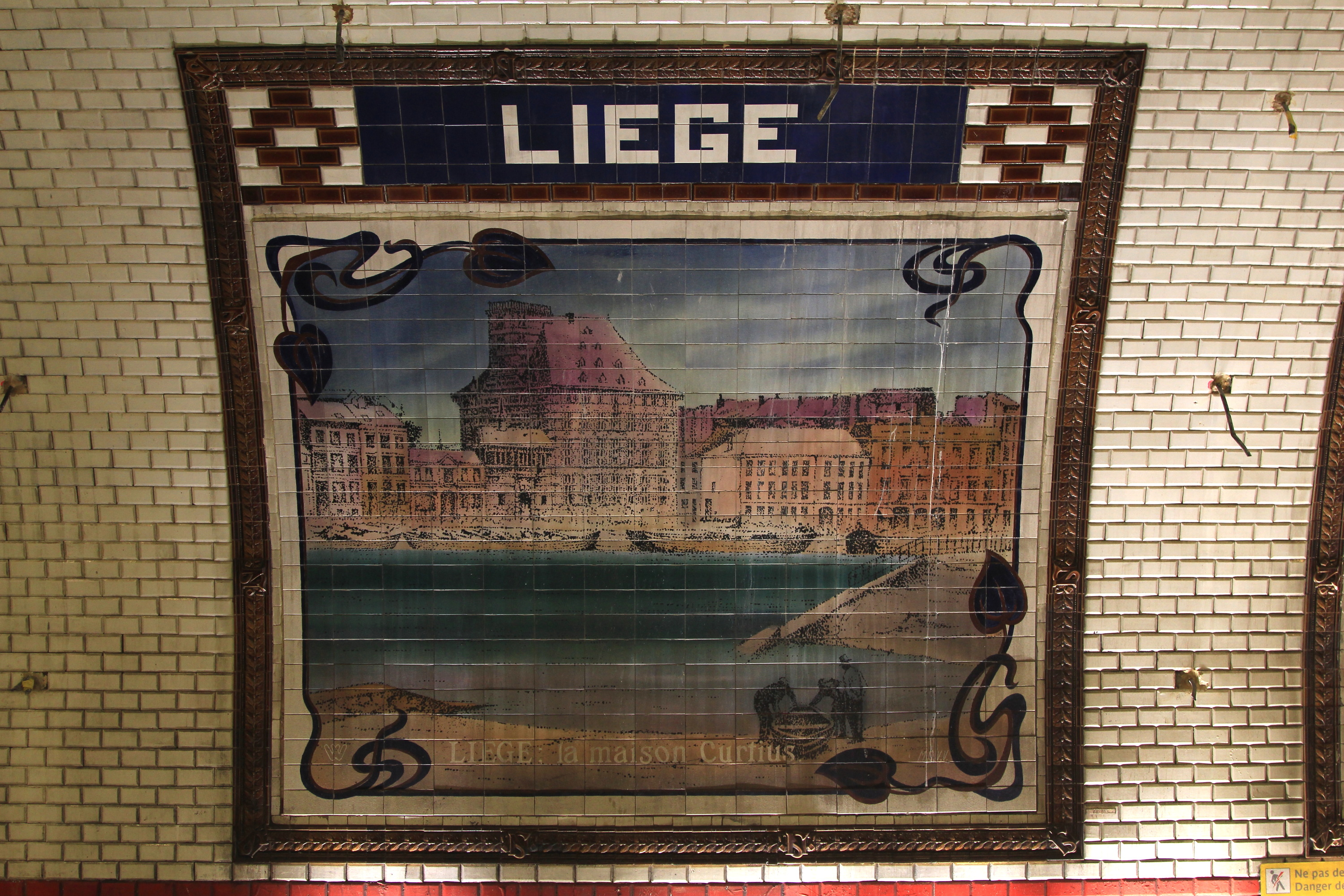
Liège: a Maison Curtius.

Os nove afrescos da semi-estação sul, em direção a Asnières e Saint-Denis, representam (da esquerda para a direita): o Castelo de Chokier, o Circuito de Spa-Francorchamps, Liège: o Palácio dos Príncipes-Bispos, Momalle: uma igreja de Hesbaye, o Castelo de Jehay, a Represa de Gileppe, Limbourg, o vale do Amblève: a Cascata de Coo, Os Altos Fagnes.

Semi-estação sul, antes da instalação das portas de plataforma
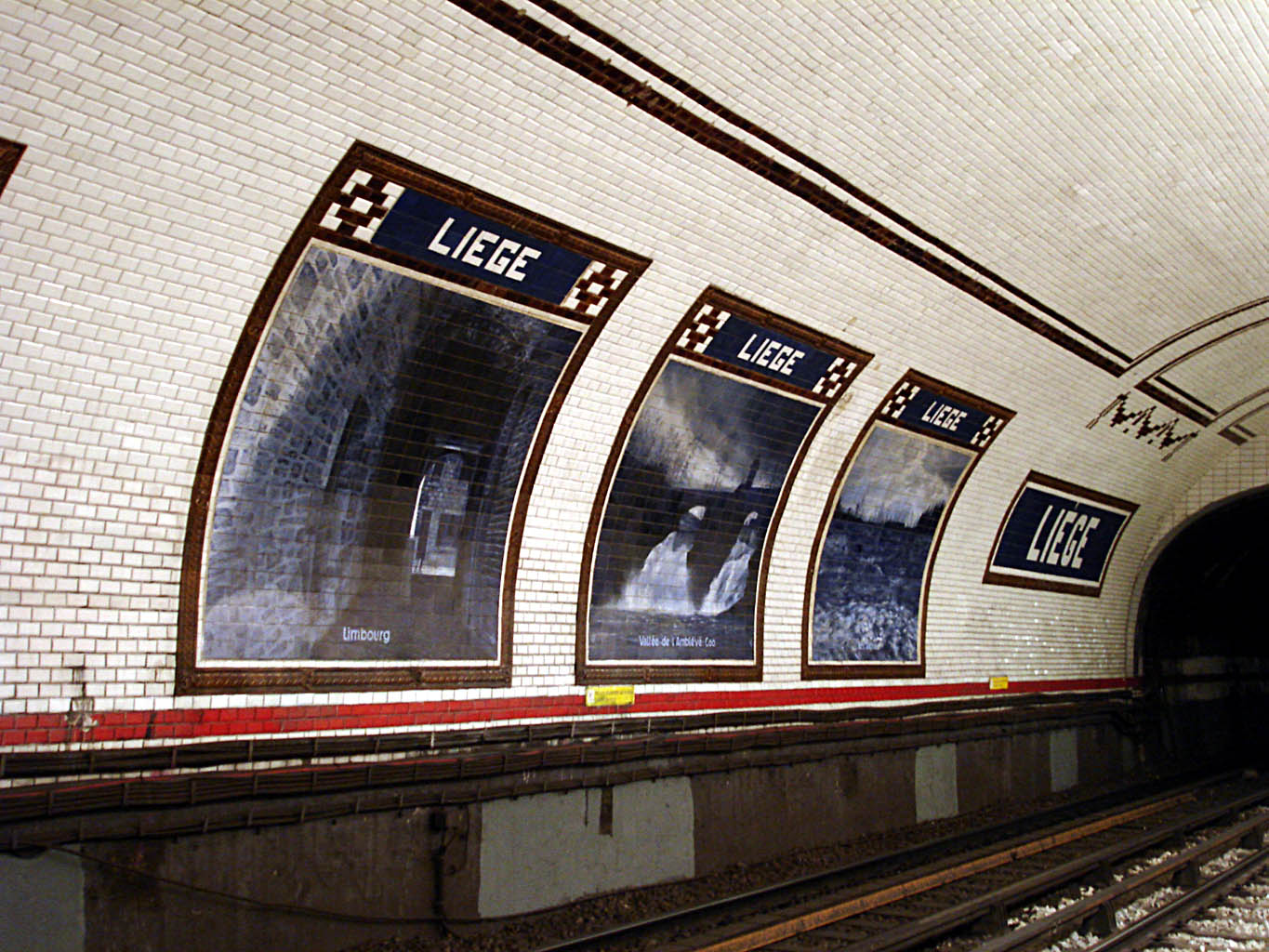
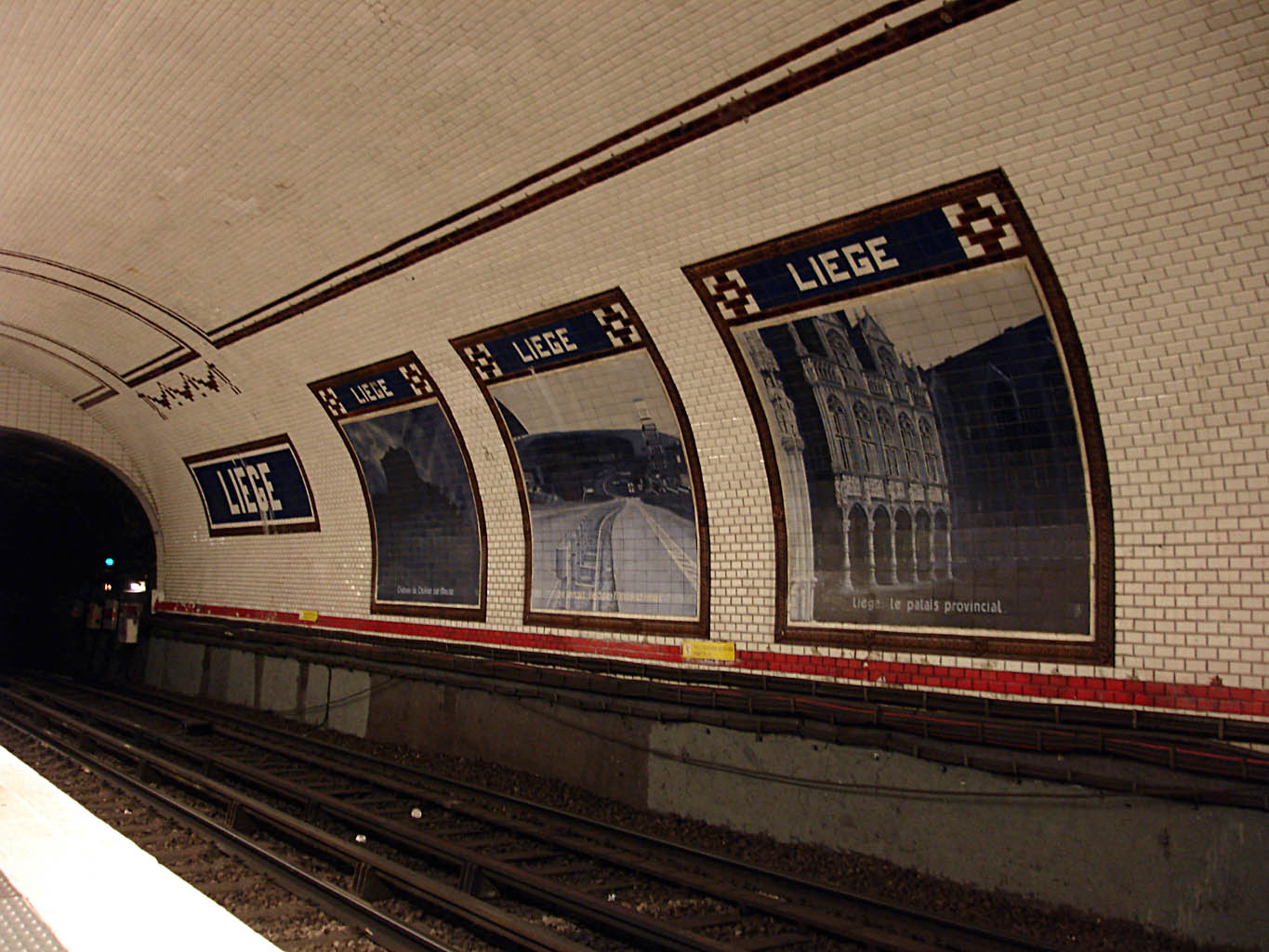
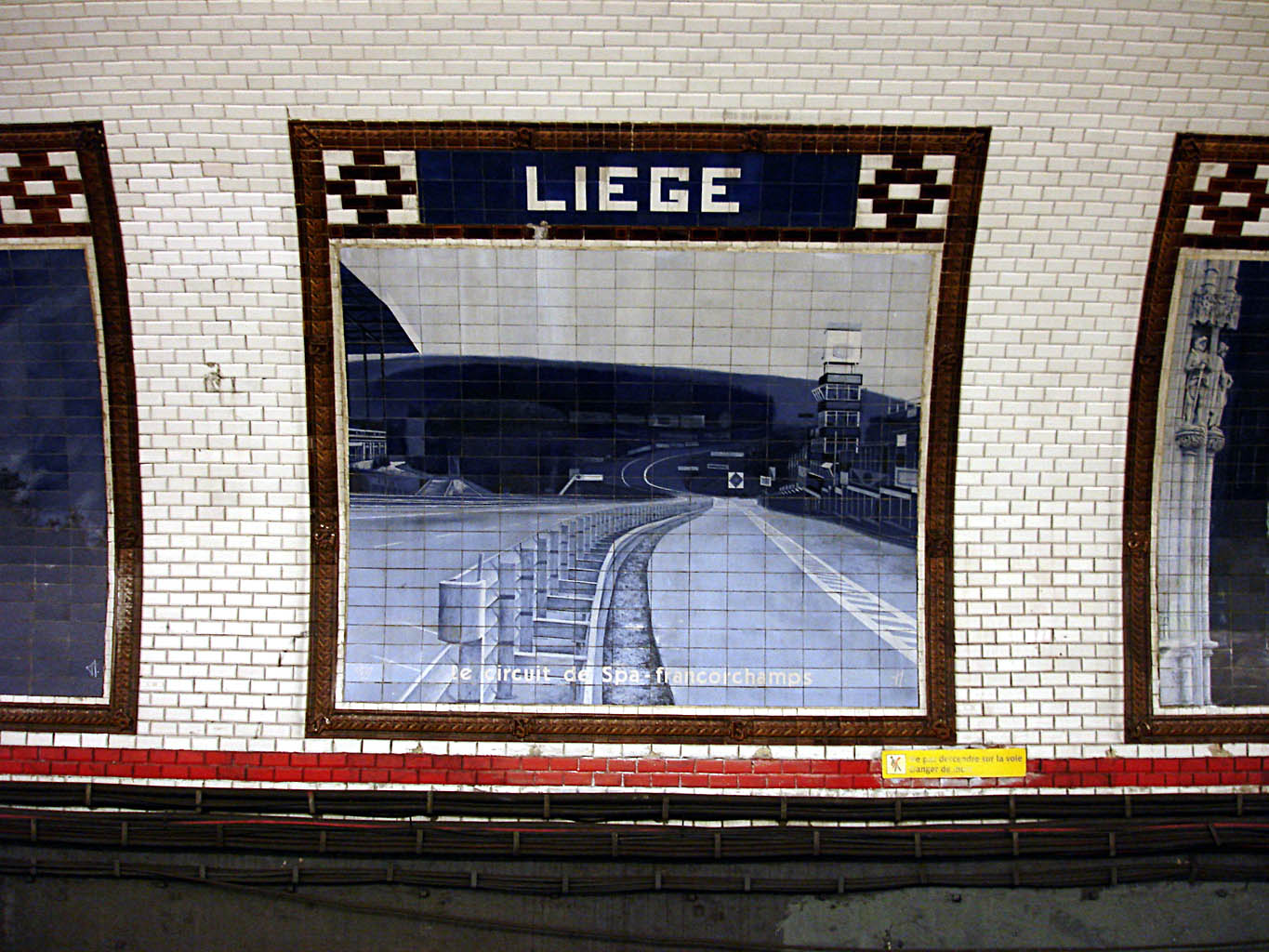
Afresco do circuito de Spa.
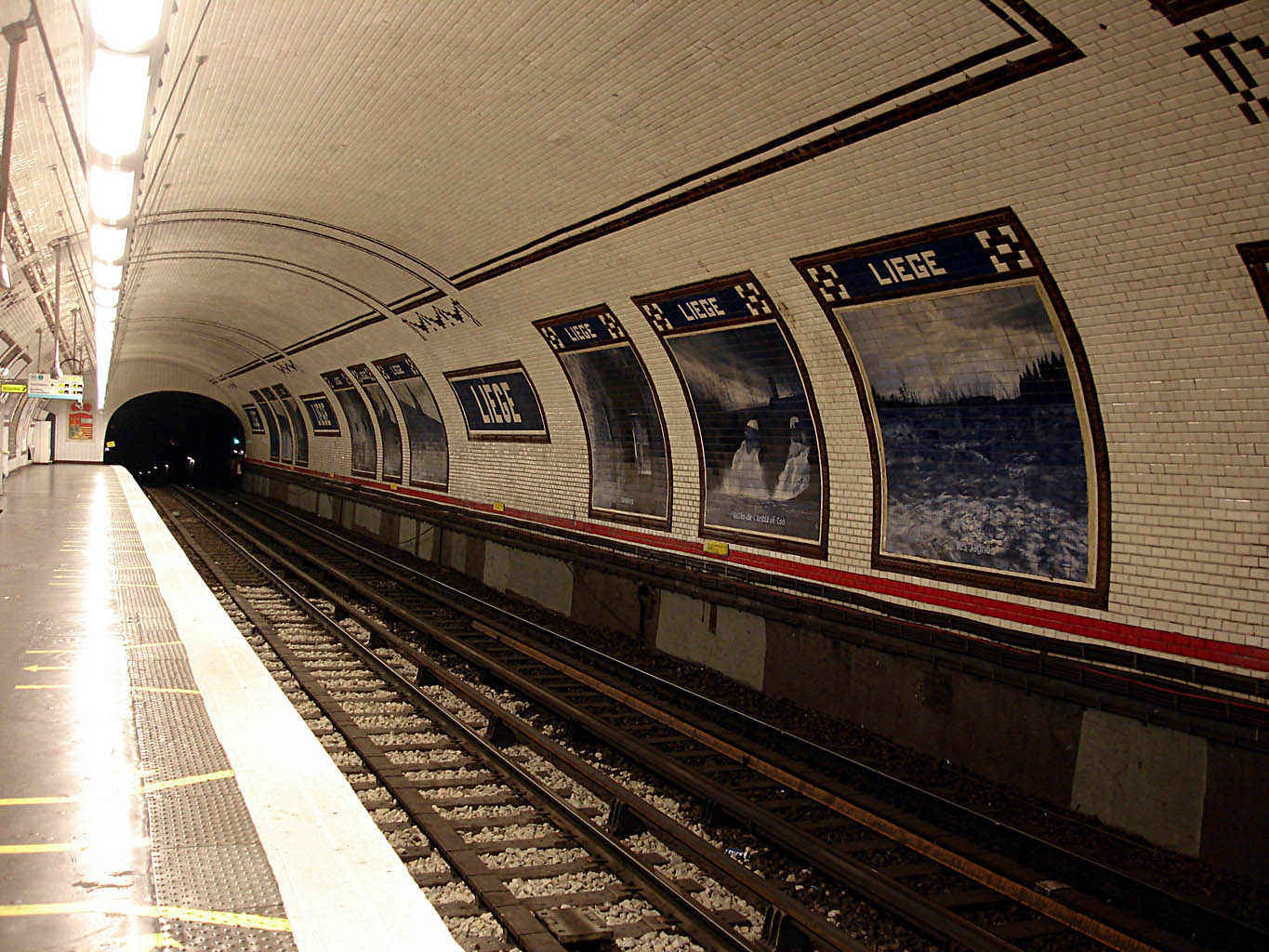
Vista geral da semi-estação sul.

### Intermodalidade

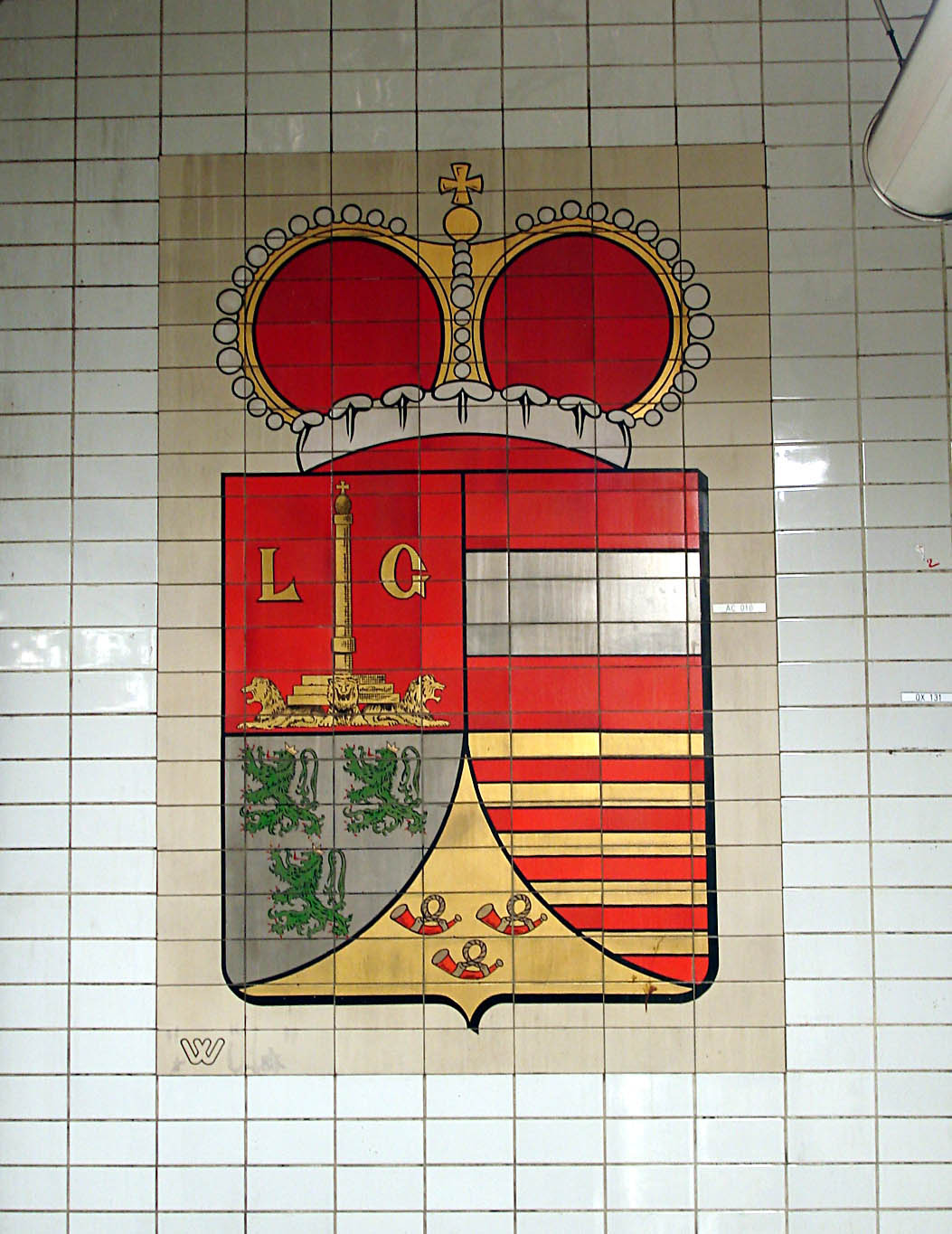
Brasão da província de Liège.

A estação é servida pelas linhas 81 e 95 da rede de ônibus RATP. 